# Rasmus Svane
Rasmus Svane (Allerød, 21 maggio 1997) è uno scacchista tedesco.
Ha ottenuto il titolo di Maestro internazionale nel 2011 e di Grande maestro nel 2016.

## Principali risultati
Nel 2010 ha vinto il campionato tedesco U14.
Nel luglio-agosto 2021 ha partecipato alla Coppa del Mondo di Soči, superando nel primo turno Essam El-Gindy 2-0; nel secondo turno è stato eliminato 2-4 da Ivan Čeparinov. 
Ha ottenuto il suo più alto rating FIDE in maggio 2022, con 2651 punti Elo.
È fratello maggiore del GM Frederik Svane.